# 木庭山

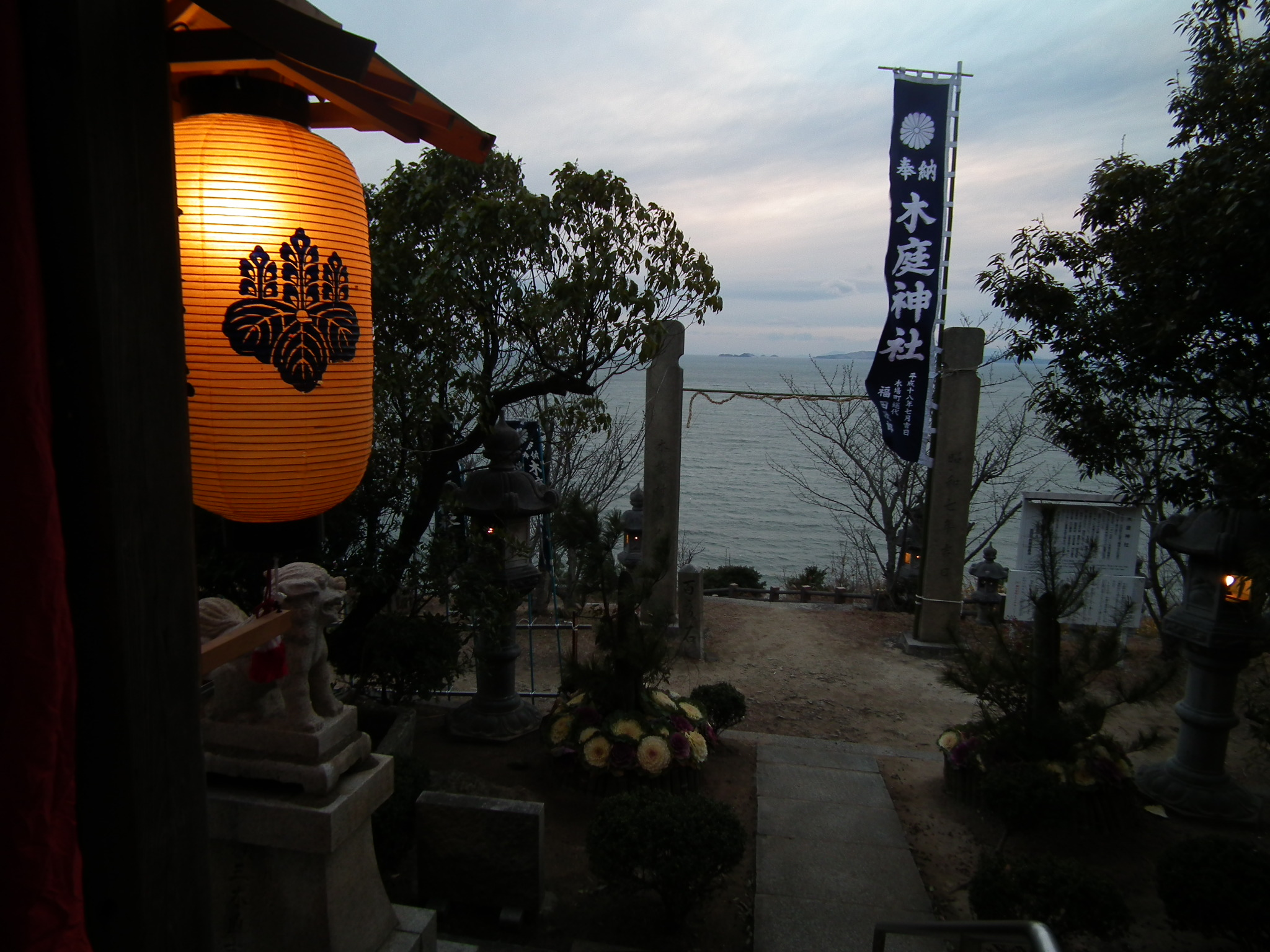
山頂付近にある木庭神社

木庭山（きにわやま）は、兵庫県姫路市木場にある標高61mの山。

## 概要
等高線は南部が詰まり北部は緩やかな特徴をもつ低山。北部背後に高坪山（105.8m）を控え、東部の2つの山である姫御前山、燈籠地山（54m）と3山が南部前面に瀬戸内海に向かって急落し、高さ50m、約800mにわたって小赤壁と呼ばれる奇岩からなる絶壁を形成している。こうした絶壁は瀬戸内海では非常に珍しく「落ちかけ岩」、「ケッテ岩」などと名づけられた奇岩を連続させており、ロッククライマーにも人気が高い。
頂上付近は高台のように海に向かって開けており、展望台が設置され、風光明媚である。サクラが多数植えられ、4月には花見の名所としてにぎわう。頂上すぐ西には木庭神社がある。

## 交通アクセス
- 公共交通機関
  - 鉄道:八家駅・的形駅（山陽電鉄）から約2km。
  - バス:姫路駅南口から神姫バス93系統乗車、「木庭山公園口」下車。
- 自動車
  - 国道250号八家駅前を南下、約2km。